# L'incantesimo del lago: Storia di una famiglia reale
L'incantesimo del lago: Storia di una famiglia reale (The Swan Princess: A Royal Family Tale) è un film d'animazione direct-to-video del 2014 diretto da Richard Rich. Come il capitolo precedente, è stato realizzato in CGI. 
È uscito direttamente in DVD e Blu-ray il 25 febbraio 2014 per il ventesimo anniversario del franchise iniziato con L'incantesimo del lago.

## Trama
Secoli fa, una forza del male senziente conosciuta come le Arti Proibite arrivò sulla Terra con l'intento di distruggere tutti i propri rivali e acquisirne i poteri. Appresa dell'esistenza di una leggenda secondo la quale la principessa cigno avrebbe portato un'era di bene in cui il male non avrebbe potuto prosperare, fece in modo che tutti iniziassero a credere, invece, che la principessa cigno avrebbe portato distruzione e disperazione. Con il passare del tempo, nel Rinascimento, un gruppo di scoiattoli volanti creò una comunità per trovare e distruggere la principessa cigno, cioè Odette. Quando quest'ultima nacque, le Arti Proibite cercarono di usare il potere del perfido stregone Rothbart per sconfiggerla, ma fallirono, anni dopo, con la morte di lui.
Dopo la sua morte, Odette e Derek adottano una bambina, Alise, il cui padre è morto in un incendio causato da uno dei tentativi delle Arti Proibite di uccidere Odette. La bambina, però, viene rapita dagli scoiattoli volanti, ma Odette e Derek la salvano, facendo anche scoprire la vera profezia agli scoiattoli. Il gruppo unisce quindi le forze per sconfiggere una volta per sempre le Arti Proibite, che alla fine muoiono e scompaiono anche dall'aldilà.

## Colonna sonora
1. We Wanna Hear From You
2. Get the Job Done!
3. Always With You
4. Right Where I Belong – Charice